# Arzuhan Doğan Yalçındağ

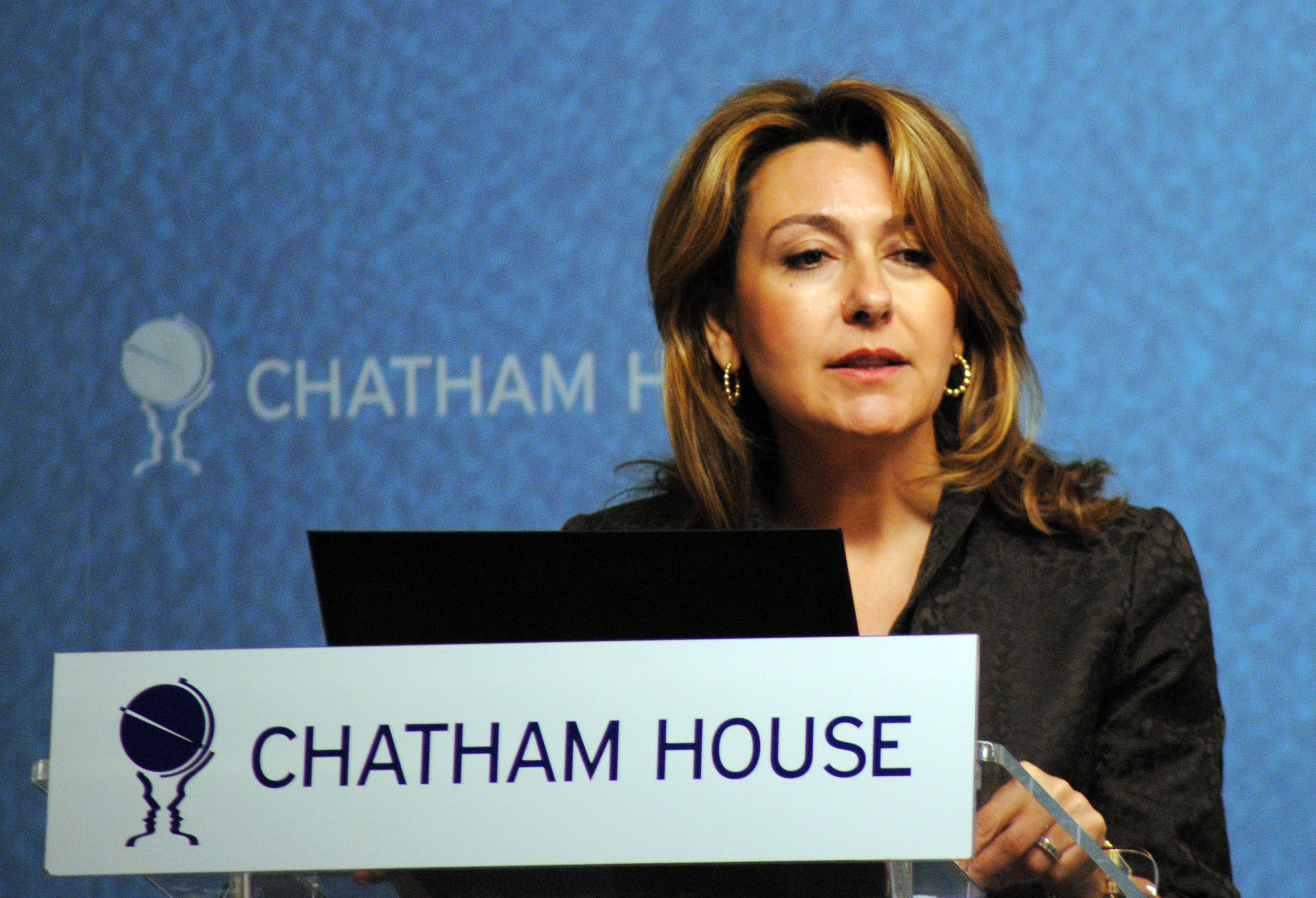
Arzuhan Doğan Yalçındağ (2013)

Arzuhan Doğan-Yalçındağ (* 1964) ist eine türkische Geschäftsfrau und Medienunternehmerin. Sie ist eine der Töchter des Medienmoguls Aydın Doğan.
Arzuhan Doğan-Yalçındağ legte das Abitur an der Französischen Schule Saint-Michel in Istanbul ab und studierte an der dortigen Boğaziçi Üniversitesi Soziologie sowie Wirtschaftspädagogik an der American University in London mit Abschluss 1985.
Am 1. Januar 2010 wurde sie nach dem Rückzug ihres Vaters Vorstandsvorsitzende der Doğan Yayın Holding. Sie wurde damit oberste Verantwortliche für Radio- und Fernsehsender wie Kanal D und Zeitungen wie Hürriyet und Milliyet. Zum 1. Januar 2012 übernahm ihre Schwester Begümhan Doğan Faralyalı diese Position. Von 2007 bis 2010 war sie auch Vorsitzende von TÜSİAD, einer Vereinigung türkischer Industrieller und Geschäftsleute.
Sie ist Mitglied des Vorstands von Türkiye Eğitim Gönüllüleri Vakfı, einer einflussreichen Nichtregierungsorganisation, die Ausbildung und Erziehung türkischer Kinder und Jugendlicher im Alter von 6 bis 17 Jahren zum Ziel hat. Ferner präsidiert sie der Aydin Dogan Trust Foundation und ist eines der Gründungsmitglieder des Verbandes Türkischer Unternehmerinnen KAGİDER.
Im April 2013 wurde Doğan-Yalçındağ vom damaligen Ministerpräsidenten Recep Tayyip Erdoğan in eine „Rat der Weisen“ genannte Kommission berufen, die die damals angestrebte friedliche Beendigung des Konflikts mit der kurdischen PKK zivilgesellschaftlich begleiten sollte, letztlich aber recht wirkungslos blieb.